# Rhys McClenaghan
Rhys McClenaghan (ur. 21 lipca 1999) – irlandzki gimnastyk sportowy specjalizujący się głównie w ćwiczeniach na koniu z łękami, mistrz olimpijski, brązowy medalista mistrzostw świata, mistrz Europy.

## Kariera
W 2018 zdobył złoty medal podczas mistrzostw Europy w Glasgow w ćwiczeniach na koniu z łękami. W październiku 2019 zdobył brązowy medal mistrzostw świata w Stuttgarcie, stając się zarazem pierwszym Irlandczykiem, który zdobył medal mistrzostw świata.
W 2021 wystąpił w Letnich Igrzyskach Olimpijskich 2020 w Tokio, na których zajął siódme miejsce w konkurencji ćwiczeń na koniu z łękami. W 2024 wystartował na LIO w Paryżu, na których zdobył złoty medal w konkurencji ćwiczeń na koniu z łękami.